# Bücken
Bücken község Németországban, a Weser-Nienburgi járásban. Lakosainak száma 2125 fő (2023. december 31.).

## Népessége
| Lakosok száma | 2142 | 2121 | 2101 | 2130 | 2146 | 2125 |
|               | 2016 | 2017 | 2019 | 2021 | 2022 | 2023 |